# パズル (藤木直人の曲)
「パズル」は、藤木直人の通算7枚目のシングル。2001年11月21日にポニーキャニオンより発売。

## 概要
前作「anon」から約4ヶ月ぶりのシングル。2001年3枚目のシングルとなり、1年に複数枚のシングル発売は、1999年のデビュー以降3年連続である。オリコン週間シングルチャートで初登場13位。ジャケットが異なる初回盤と通常盤の2種類が発売された。カップリング曲は「ひだまり。」と「One Sided」。

## 収録曲
1. パズル
（作詞:シライシ紗トリ/作曲:藤木直人、シライシ紗トリ/編曲:シライシ紗トリ）
出演作であるフジテレビ系ドラマ『プラトニック・セックス 20歳の純愛編』の挿入歌で、初のドラマタイアップである。その後、フジテレビ系『金曜エンタテイメント』のエンディングテーマにも起用される。「パズル」はドラマ用に制作されたバラード。ドラマではミュージシャン役を演じ、劇中でギターの弾き語りをしている。翌年発売の2ndアルバム『WARP』に、「パズル」のAlbum MIXバージョンが収録されている。PVは後にDVD「F△7-VISUAL COLLECTION-」に収録された。
2. ひだまり。
（作詞・作曲:藤木直人/編曲:シライシ紗トリ）
3. One Sided
（作詞・作曲・編曲:シライシ紗トリ）
4. パズル -private take Oct.13-
（作詞:シライシ紗トリ/作曲:藤木直人、シライシ紗トリ/編曲:シライシ紗トリ）

## タイアップ
- フジテレビ系ドラマ『プラトニック・セックス 20歳の純愛編』挿入歌（M-1）
- フジテレビ系『金曜エンタテイメント』エンディングテーマ（M-1）

## 収録アルバム
- WARP（M-1）
- HISTORY of NAOHITO FUJIKI 10TH ANNIVERSARY BOX（ベストアルバム限定盤）（M-1）
- HISTORY of NAOHITO FUJIKI Standard Edition（ベストアルバム通常盤）（M-1）

## テレビ出演
- HEY!HEY!HEY! MUSIC CHAMP（2001年11月19日、フジテレビ）（M-1）
- BEAT MOTION（2001年11月25日、NHK BS2）（M-1）
- ミュージックステーション（2001年12月14日、テレビ朝日）（M-1）
- FUN（2001年12月28日、日本テレビ）（M-1）
- トップランナー（2002年1月24日、NHK）（M-1）
他に「anon」を披露。